# Onésime (bande dessinée)
Onésime est une série de bande dessinée humoristique du Québécois Albert Chartier publiée de 1943 à 2002 sous forme de gags en une planche dans le Bulletin des agriculteurs du Québec. Chartier en a réalisé 698 planches, dont 415 originales et 283 reprises réactualisées.

## Historique
En 1943, Le bulletin des agriculteurs donne carte blanche à Albert Chartier, un citadin ayant grandi dans le quartier ouvrier du Plateau Mont-Royal pour qui la campagne de son enfance est le parc Lafontaine. Albert Chartier crée Onésime, qui se situe en milieu rural, à Saint-Jean-de-Matha que Chartier habite jusqu'à son décès. La première planche est publiée dans le numéro de novembre 1943. La BD connaît non seulement le succès, mais une longévité exceptionnelle de 59 ans,,,,. Deux recueils d’Onésime sont publiés en 1974 et 1975 aux Éditions de l’Aurore.
Populaires au Québec, ces récits ont été repris en albums à partir des années 1970 sans être distribués en Europe francophone jusqu'à 2011 en un recueil publié par Les 400 Coups.

## Personnages
Le personnage principal éponyme est un bègue un peu naïf dont les tribulations permettent en creux de présenter la culture québécoise dans sa diversité. Chartier délaisse toutefois le bégaiement de son personnage, qui remplit trop rapidement les dialogues. Les autres personnages principaux sont:
- Zénoïde, son épouse autoritaire,
- Imelda, sa sœur,
- le père et la mère d'Onésime,
- Frou-Frou, fille d'Imelda, personnage qui permet à Chartier d'opposer modernité et tradition,
- Gloria, autre nièce d'Onésime qui habite « aux États » (les États-Unis).